# ايمانويل زاباتا
ايمانويل زاباتا (بالإسبانية: Emmanuel Zapata) هو متسابق خماسي حديث أرجنتيني، ولد في 7 أكتوبر 1986.

## وصلات خارجية
- ايمانويل زاباتا على موقع أوليمبيديا (الإنجليزية)
- ايمانويل زاباتا على موقع اللجنة الأولمبية الأرجنتينية (الإسبانية)